# Tom Enders
Thomas "Tom" Enders (sinh tháng 12 năm 1958) là một giám đốc điều hành và nhà kinh doanh,nhà từ thiện người Đức.Ông từng là giám đốc điều hành của Airbus vào tháng 5 năm 2012 đến Tháng 4 năm 2019.

## Tiểu sử
Con trai của một người chăn cừu, Enders học kinh tế, chính trị và lịch sử tại Đại học Bon và Đại học California, hoàn thành bằng tiến sĩ khoa học chính trị ở tuổi 28 với học bổng của Quỹ Konrad Adenauer.

## Sự nghiệp
Enders bắt đầu sự nghiệp của mình với kinh nghiệm làm việc sớm với tư cách là trợ lý tại Quốc hội Đức. Năm 1988, ông làm nhà nghiên cứu tại Hội đồng đối ngoại Đức (DGAP) tại Bon và tại Viện nghiên cứu chiến lược quốc tế (IISS) ở London. Enders cũng phục vụ như một Thiếu tá trong Cục Dự trữ Quân đội Đức, và đã dành hai năm làm nhân viên kế hoạch của Bộ Quốc phòng Liên bang từ năm 1989 đến năm 1991.